# Maróthy László (főispán)
Marótegyházi dr. Maróthy László (Zsédeny, 1862 – Káld, 1930. augusztus 2.) járási főszolgabíró, országgyűlési képviselő, Vas vármegye főispánja, nagybirtokos, a Vas vármegyei Gazdasági Egyesület elnöke.

## Életútja
A nemesi származású marótegyházi Maróthy család sarja. Marótegyházi Maróthy László és kápolnai Kápolnay Róza fiaként született. A soproni Szent Benedek Katolikos Főgimnáziumban érettségizett, majd Budapesten tanult jogot. Ezután visszatért Vas vármegyébe, és közszolgálati pályára lépett. 1884-ben segédszolgabíró, 1887-ben megyei harmadaljegyző, még ugyanebben az évben járási szolgabíró, később főszolgabíró lett. 1894-ben családi okokból visszavonult káldi birtokára. 1901-ben a Szabadelvű Párt színeiben a celldömölki  választókerület képviselőjévé választották az Országgyűlésbe, ahol a Mentelmi Bizottság tagja lett. 1905-ig volt képviselő.
A Tanácsköztársaság bukása után ismét politikai szerepet vállalt. 1922-ben Vas vármegye főispánjává nevezték ki, de még ugyanabban az évben, egészségügyi okokból lemondott. 1930-ban hunyt el agyvérzés következtében. Felesége alsókáldi Káldy Ida volt.